# Liste der Naturdenkmale in Oberehe-Stroheich
Die Liste der Naturdenkmale in Oberehe-Stroheich nennt die im Gemeindegebiet von Oberehe-Stroheich ausgewiesenen Naturdenkmale (Stand 4. Juni 2024).

## Naturdenkmale
| Nr.         | Bezeichnung               | Lage                                                      | Beschreibung                                                                       | Bild                                    |
| ----------- | ------------------------- | --------------------------------------------------------- | ---------------------------------------------------------------------------------- | --------------------------------------- |
| ND-7233-034 | Mineralquelle             | Oberehe, westlich des Ortes; Flur Am Heilgenhäuschen Lage | auch Springquelle; temporär schüttend                                              | Direkt Bild zu diesem Denkmal hochladen |
| ND-7233-107 | Gipfel des Reinertsberges | Oberehe, östlich des Ortes; Flur Der Reinertsberg Lage    | Schichtvulkan aus Basalt durchsetzten Tuffen; flächenhaftes Naturdenkmal, ca. 7 ha | Direkt Bild zu diesem Denkmal hochladen |
| ND-7233-116 | Linde bei der Kapelle     | Stroheich, Lindenplatz Lage                               | Tilia sp., um 1700 gepflanzt, 20 m hoch bei 3,55 m Brusthöhenumfang                | Direkt Bild zu diesem Denkmal hochladen |